# Ekonomiåret 1936

## Händelser
- Fastighetsanställdas förbund grundas.
- Den brittiske ekonomen John Maynard Keynes presenterar i boken The General Theory of Employment, Interest and Money sin teori keynesianismen. Teorin innehåller bland annat idéer om hur en regering ska dämpa konjunktursvängningar.[1]
- Bertil Ohlin ger ut skriften Fri eller dirigerad ekonomi där principerna för socialliberalismen skisseras, vilken i princip innebär den kommande tidens ekonomi i Sverige.[2]